# Umetnostno drsanje na Zimskih olimpijskih igrah 1948
Umetnostno drsanje na Zimskih olimpijskih igrah 1948.

## Dobitniki medalj
| Tekma  | Zlato                               | Srebro                      | Bron                                   |
| Moški  | Dick Button                         | Hans Gerschwiler            | Edi Rada                               |
| Ženske | Barbara Ann Scott                   | Eva Pawlik                  | Jeannette Altwegg                      |
| Pari   | Micheline Lannoy in Pierre Baugniet | Andrea Kékesy in Ede Király | Suzanne Morrow in Wallace Diestelmeyer |